# Zhukou, Henan
Zhukou (kinesiska: 朱口, 朱口镇) är en köping i Kina. Den ligger i provinsen Henan, i den centrala delen av landet, omkring 150 kilometer sydost om provinshuvudstaden Zhengzhou. Antalet invånare är 69 189. Befolkningen består av 33 862 kvinnor och 35 327 män. Barn under 15 år utgör 24,0 %, vuxna 15-64 år 67 %, och äldre över 65 år 8,0 %.
Genomsnittlig årsnederbörd är 879 millimeter. Den regnigaste månaden är juli, med i genomsnitt 185 mm nederbörd, och den torraste är januari, med 6 mm nederbörd.